# 何仁春
何仁春（1957年—），湖南安仁人，汉族，中华人民共和国政治人物、第十一届全国人民代表大会湖南地区代表。
毕业于中南大学管理科学工程专业，是中共党员。担任湖南有色金属控股集团有限公司法人代表、董事长。2008年起担任全国人大代表。